# Jacques Van Cappellen
Pour les articles homonymes, voir Van der Capellen.
Jacques Van Cappellen est un footballeur puis entraîneur français, né le 18 avril 1926 à Lewarde et mort le 13 avril 2015 à Revin.

## Biographie
Jacques Van Cappellen remporte deux Coupes de France avec le LOSC en 1953 et 1955, et un titre de champion de France en 1954. 
Il participe également à la finale de la Coupe Latine en 1951, perdue face à l'AC Milan. 
Il est ensuite entraîneur-joueur à Revin (1956-1958), avant de devenir entraîneur-joueur à Givet (1967-1968).

## Carrière de joueur
- 1949-1955 :  Lille OSC[3]

## Palmarès
- Champion de France en 1954 avec le Lille OSC
- Vainqueur de la Coupe de France en 1953 et 1955 avec le Lille OSC
- Finaliste de la  Coupe Latine en 1951 avec le Lille OSC
- Finaliste de la Coupe Charles Drago en 1954 avec le Lille OSC